# Malocampa satis
Malocampa satis är en fjärilsart som beskrevs av Druce 1898. Malocampa satis ingår i släktet Malocampa och familjen tandspinnare. Inga underarter finns listade i Catalogue of Life.